# Bundestagswahl 1953/Wahlergebnisse nach Bundesländern
Bundestagswahl 1953 – Wahlergebnisse nach Bundesländern.

## Wahlergebnisse

### Baden-Württemberg
| Gegenstand der Nachweisung | Erst- stimmen | Erst- stimmen | Zweit- stimmen | Zweit- stimmen | Sitze | Direkt- mandate |
| Gegenstand der Nachweisung | Anzahl        | %             | Anzahl         | %              | Sitze | Direkt- mandate |
| -------------------------- | ------------- | ------------- | -------------- | -------------- | ----- | --------------- |
| Wahlberechtigte            | 4.536.755     | 100,0         | 4.536.755      | 100,0          |       |                 |
| Wähler                     | 3.710.253     | 81,8          | 3.710.253      | 81,8           |       |                 |
| Ungültig                   | 109.125       | 2,9           | 122.122        | 3,3            |       |                 |
| Gültig                     | 3.601.128     | 100,0         | 3.588.131      | 100,0          | 67    | 33              |
| davon:                     |               |               |                |                |       |                 |
| CDU                        | 1.839.014     | 51,1          | 1.881.874      | 52,4           | 38    | 29              |
| SPD                        | 843.299       | 23,4          | 825.704        | 23,0           | 16    | 2               |
| FDP                        | 502.041       | 13,9          | 455.535        | 12,7           | 9     | 2               |
| GB/BHE                     | 193.207       | 5,4           | 193.532        | 5,4            | 3     | –               |
| KPD                        | 82.673        | 2,3           | 81.635         | 2,3            | –     | –               |
| DP                         | 42.859        | 1,2           | 56.268         | 1,6            | 1     | –               |
| GVP                        | 45.892        | 1,3           | 55.616         | 1,5            | –     | –               |
| DNS                        | 34.140        | 0,9           | 37.967         | 1,1            | –     | –               |
| DRP                        | 2.222         | 0,1           | –              | –              | –     | –               |
| Einzelbewerber             | 15.781        | 0,4           | –              | –              | –     | –               |

### Bayern
| Gegenstand der Nachweisung | Erst- stimmen | Erst- stimmen | Zweit- stimmen | Zweit- stimmen | Sitze | Direkt- mandate |
| Gegenstand der Nachweisung | Anzahl        | %             | Anzahl         | %              | Sitze | Direkt- mandate |
| -------------------------- | ------------- | ------------- | -------------- | -------------- | ----- | --------------- |
| Wahlberechtigte            | 6.134.820     | 100,0         | 6.134.820      | 100,0          |       |                 |
| Wähler                     | 5.263.817     | 85,8          | 5.263.817      | 85,8           |       |                 |
| Ungültig                   | 190.172       | 3,6           | 190.261        | 3,6            |       |                 |
| Gültig                     | 5.073.645     | 100,0         | 5.073.556      | 100,0          | 91    | 47              |
| davon:                     |               |               |                |                |       |                 |
| CSU                        | 2.450.286     | 48,3          | 2.427.387      | 47,8           | 52    | 42              |
| SPD                        | 1.214.391     | 23,9          | 1.184.262      | 23,3           | 25    | 3               |
| BP                         | 399.070       | 7,9           | 465.641        | 9,2            | –     | –               |
| GB/BHE                     | 416.016       | 8,2           | 417.953        | 8,2            | 8     | –               |
| FDP                        | 369.442       | 7,3           | 315.494        | 6,2            | 6     | 2               |
| KPD                        | 83.600        | 1,6           | 81.542         | 1,6            | –     | –               |
| DRP                        | 42.968        | 0,8           | 78.162         | 1,5            | –     | –               |
| DP                         | 33.359        | 0,7           | 43.431         | 0,9            | –     | –               |
| GVP                        | 29.405        | 0,6           | 31.659         | 0,6            | –     | –               |
| DNS                        | 31.173        | 0,6           | 28.025         | 0,6            | –     | –               |
| VU                         | 2.531         | 0,0           | –              | –              | –     | –               |
| Einzelbewerber             | 1.404         | 0,0           | –              | –              | –     | –               |

### Bremen
| Gegenstand der Nachweisung | Erst- stimmen | Erst- stimmen | Zweit- stimmen | Zweit- stimmen | Sitze | Direkt- mandate |
| Gegenstand der Nachweisung | Anzahl        | %             | Anzahl         | %              | Sitze | Direkt- mandate |
| -------------------------- | ------------- | ------------- | -------------- | -------------- | ----- | --------------- |
| Wahlberechtigte            | 420.958       | 100,0         | 420.958        | 100,0          |       |                 |
| Wähler                     | 367.920       | 87,4          | 367.920        | 87,4           |       |                 |
| Ungültig                   | 8.088         | 2,2           | 11.720         | 3,2            |       |                 |
| Gültig                     | 359.832       | 100,0         | 356.200        | 100,0          | 6     | 3               |
| davon:                     |               |               |                |                |       |                 |
| SPD                        | 141.596       | 39,4          | 138.846        | 39,0           | 3     | 3               |
| CDU                        | 85.669        | 23,8          | 88.456         | 24,8           | 2     | –               |
| DP                         | 63.993        | 17,8          | 60.464         | 17,0           | 1     | –               |
| FDP                        | 28.169        | 7,8           | 26.777         | 7,5            | –     | –               |
| KPD                        | 13.992        | 3,9           | 13.885         | 3,9            | –     | –               |
| GB/BHE                     | 11.317        | 3,1           | 11.604         | 3,3            | –     | –               |
| DRP                        | 10.179        | 2,8           | 10.552         | 3,0            | –     | –               |
| GVP                        | 4.917         | 1,4           | 5.616          | 1,6            | –     | –               |

### Hamburg
| Gegenstand der Nachweisung | Erst- stimmen | Erst- stimmen | Zweit- stimmen | Zweit- stimmen | Sitze | Direkt- mandate | Überhang- mandat |
| Gegenstand der Nachweisung | Anzahl        | %             | Anzahl         | %              | Sitze | Direkt- mandate | Überhang- mandat |
| -------------------------- | ------------- | ------------- | -------------- | -------------- | ----- | --------------- | ---------------- |
| Wahlberechtigte            | 1.241.880     | 100,0         | 1.241.880      | 100,0          |       |                 |                  |
| Wähler                     | 1.085.279     | 87,4          | 1.085.279      | 87,4           |       |                 |                  |
| Ungültig                   | 37.601        | 3,5           | 25.296         | 2,3            |       |                 |                  |
| Gültig                     | 1.047.678     | 100,0         | 1.059.983      | 100,0          | 18    | 8               | 1                |
| davon:                     |               |               |                |                |       |                 |                  |
| SPD                        | 416.865       | 39,8          | 403.410        | 38,1           | 7     | 1               | –                |
| CDU                        | 215.376       | 20,6          | 389.335        | 36,7           | 7     | 3               | –                |
| FDP                        | 186.694       | 17,8          | 108.722        | 10,3           | 2     | 2               | –                |
| DP                         | 120.958       | 11,5          | 62.123         | 5,9            | 2     | 2               | 1                |
| KPD                        | 41.108        | 3,9           | 40.278         | 3,8            | –     | –               | –                |
| GB/BHE                     | 31.348        | 3,0           | 26.133         | 2,5            | –     | –               | –                |
| DRP                        | 22.169        | 2,1           | 17.101         | 1,6            | –     | –               | –                |
| GVP                        | 13.160        | 1,3           | 12.881         | 1,2            | –     | –               | –                |

### Hessen
| Gegenstand der Nachweisung | Erst- stimmen | Erst- stimmen | Zweit- stimmen | Zweit- stimmen | Sitze | Direkt- mandate |
| Gegenstand der Nachweisung | Anzahl        | %             | Anzahl         | %              | Sitze | Direkt- mandate |
| -------------------------- | ------------- | ------------- | -------------- | -------------- | ----- | --------------- |
| Wahlberechtigte            | 3.081.783     | 100,0         | 3.081.783      | 100,0          |       |                 |
| Wähler                     | 2.672.103     | 86,7          | 2.672.103      | 86,7           |       |                 |
| Ungültig                   | 94.570        | 3,5           | 115.151        | 4,3            |       |                 |
| Gültig                     | 2.577.533     | 100,0         | 2.556.952      | 100,0          | 44    | 22              |
| davon:                     |               |               |                |                |       |                 |
| SPD                        | 889.040       | 34,5          | 862.701        | 33,7           | 16    | 10              |
| CDU                        | 760.423       | 29,5          | 849.125        | 33,2           | 15    | 7               |
| FDP                        | 610.534       | 23,7          | 502.548        | 19,7           | 9     | 5               |
| GB/BHE                     | 153.882       | 6,0           | 163.499        | 6,4            | 3     | –               |
| DP                         | 55.223        | 2,1           | 70.704         | 2,8            | 1     | –               |
| KPD                        | 64.130        | 2,5           | 63.937         | 2,5            | –     | –               |
| GVP                        | 39.949        | 1,5           | 44.438         | 1,7            | –     | –               |
| DRP                        | 4.257         | 0,2           | –              | –              | –     | –               |
| DNS                        | 95            | 0,0           | –              | –              | –     | –               |

### Niedersachsen
| Gegenstand der Nachweisung | Erst- stimmen | Erst- stimmen | Zweit- stimmen | Zweit- stimmen | Sitze | Direkt- mandate |
| Gegenstand der Nachweisung | Anzahl        | %             | Anzahl         | %              | Sitze | Direkt- mandate |
| -------------------------- | ------------- | ------------- | -------------- | -------------- | ----- | --------------- |
| Wahlberechtigte            | 4.388.818     | 100,0         | 4.388.818      | 100,0          |       |                 |
| Wähler                     | 3.894.742     | 88,7          | 3.894.742      | 88,7           |       |                 |
| Ungültig                   | 145.707       | 3,7           | 114.146        | 2,9            |       |                 |
| Gültig                     | 3.749.035     | 100,0         | 3.780.596      | 100,0          | 66    | 34              |
| davon:                     |               |               |                |                |       |                 |
| CDU                        | 1.049.883     | 28,0          | 1.330.982      | 35,2           | 25    | 13              |
| SPD                        | 1.162.311     | 31,0          | 1.136.522      | 30,1           | 21    | 11              |
| DP                         | 619.275       | 16,5          | 449.203        | 11,9           | 8     | 8               |
| GB/BHE                     | 432.646       | 11,5          | 406.971        | 10,8           | 7     | –               |
| FDP                        | 308.663       | 8,2           | 260.894        | 6,9            | 5     | 2               |
| DRP                        | 112.037       | 3,0           | 132.057        | 3,5            | –     | –               |
| KPD                        | 40.315        | 1,1           | 40.091         | 1,1            | –     | –               |
| GVP                        | 23.544        | 0,6           | 23.876         | 0,6            | –     | –               |
| DNS                        | 361           | 0,0           | –              | –              | –     | –               |

### Nordrhein-Westfalen
| Gegenstand der Nachweisung | Erst- stimmen | Erst- stimmen | Zweit- stimmen | Zweit- stimmen | Sitze | Direkt- mandate |
| Gegenstand der Nachweisung | Anzahl        | %             | Anzahl         | %              | Sitze | Direkt- mandate |
| -------------------------- | ------------- | ------------- | -------------- | -------------- | ----- | --------------- |
| Wahlberechtigte            | 9.599.109     | 100,0         | 9.599.109      | 100,0          |       |                 |
| Wähler                     | 8.250.961     | 86,0          | 8.250.961      | 86,0           |       |                 |
| Ungültig                   | 256.275       | 3,1           | 242.532        | 2,9            |       |                 |
| Gültig                     | 7.994.686     | 100,0         | 8.008.429      | 100,0          | 138   | 66              |
| davon:                     |               |               |                |                |       |                 |
| CDU                        | 4.034.990     | 50,5          | 3.915.320      | 48,9           | 72    | 51              |
| SPD                        | 2.609.048     | 32,6          | 2.553.014      | 31,9           | 47    | 13              |
| FDP                        | 683.465       | 8,5           | 682.902        | 8,5            | 12    | 1               |
| KPD                        | 227.366       | 2,8           | 228.592        | 2,9            | –     | –               |
| Zentrum                    | 55.835        | 0,7           | 217.078        | 2,7            | 3     | 1               |
| GB/BHE                     | 203.203       | 2,5           | 213.951        | 2,7            | 3     | –               |
| GVP                        | 105.099       | 1,3           | 117.538        | 1,5            | –     | –               |
| DP                         | 69.067        | 0,9           | 80.034         | 1,0            | 1     | –               |
| DRP                        | 5.000         | 0,1           | –              | –              | –     | –               |
| DNS                        | 1.613         | 0,0           | –              | –              | –     | –               |

### Rheinland-Pfalz
| Gegenstand der Nachweisung | Erst- stimmen | Erst- stimmen | Zweit- stimmen | Zweit- stimmen | Sitze | Direkt- mandate |
| Gegenstand der Nachweisung | Anzahl        | %             | Anzahl         | %              | Sitze | Direkt- mandate |
| -------------------------- | ------------- | ------------- | -------------- | -------------- | ----- | --------------- |
| Wahlberechtigte            | 2.143.337     | 100,0         | 2.143.337      | 100,0          |       |                 |
| Wähler                     | 1.842.707     | 86,0          | 1.842.707      | 86,0           |       |                 |
| Ungültig                   | 80.662        | 4,4           | 67.344         | 3,7            |       |                 |
| Gültig                     | 1.762.045     | 100,0         | 1.775.363      | 100,0          | 31    | 15              |
| davon:                     |               |               |                |                |       |                 |
| CDU                        | 925.829       | 52,5          | 924.932        | 52,1           | 18    | 13              |
| SPD                        | 493.443       | 28,0          | 482.686        | 27,2           | 9     | 2               |
| FDP                        | 226.874       | 12,9          | 214.805        | 12,1           | 4     | –               |
| DRP                        | –             | –             | 45.073         | 2,5            | –     | –               |
| KPD                        | 41.723        | 2,4           | 41.090         | 2,3            | –     | –               |
| GB/BHE                     | 25.744        | 1,5           | 26.210         | 1,5            | –     | –               |
| GVP                        | 19.077        | 1,1           | 20.836         | 1,2            | –     | –               |
| DP                         | 22.938        | 1,3           | 19.731         | 1,1            | –     | –               |
| DNS                        | 5.763         | 0,3           | –              | –              | –     | –               |
| PdgD                       | 654           | 0,0           | –              | –              | –     | –               |

### Schleswig-Holstein
| Gegenstand der Nachweisung | Erst- stimmen | Erst- stimmen | Zweit- stimmen | Zweit- stimmen | Sitze | Direkt- mandate | Überhang- mandate |
| Gegenstand der Nachweisung | Anzahl        | %             | Anzahl         | %              | Sitze | Direkt- mandate | Überhang- mandate |
| -------------------------- | ------------- | ------------- | -------------- | -------------- | ----- | --------------- | ----------------- |
| Wahlberechtigte            | 1.573.480     | 100,0         | 1.573.480      | 100,0          |       |                 |                   |
| Wähler                     | 1.391.768     | 88,5          | 1.391.768      | 88,5           |       |                 |                   |
| Ungültig                   | 37.590        | 2,7           | 39.706         | 2,9            |       |                 |                   |
| Gültig                     | 1.354.178     | 100,0         | 1.352.062      | 100,0          | 26    | 14              | 2                 |
| davon:                     |               |               |                |                |       |                 |                   |
| CDU                        | 666.475       | 49,2          | 636.570        | 47,1           | 14    | 14              | 2                 |
| SPD                        | 361.264       | 26,7          | 357.798        | 26,5           | 7     | –               | –                 |
| GB/BHE                     | 145.852       | 10,8          | 157.100        | 11,6           | 3     | –               | –                 |
| FDP                        | 51.684        | 3,8           | 61.486         | 4,5            | 1     | –               | –                 |
| DP                         | 45.359        | 3,3           | 54.170         | 4,0            | 1     | –               | –                 |
| SSW                        | 44.339        | 3,3           | 44.585         | 3,3            | –     | –               | –                 |
| KPD                        | 16.410        | 1,2           | 16.810         | 1,2            | –     | –               | –                 |
| DRP                        | 5.893         | 0,4           | 12.794         | 0,9            | –     | –               | –                 |
| GVP                        | 5.422         | 0,4           | 6.015          | 0,4            | –     | –               | –                 |
| DNS                        | 5.211         | 0,4           | 4.734          | 0,4            | –     | –               | –                 |
| SHLP                       | 6.269         | 0,5           | –              | –              | –     | –               | –                 |